# Kris Bryant
Kristopher Lee "Kris" Bryant, född den 4 januari 1992 i Las Vegas i Nevada, är en amerikansk professionell basebollspelare som spelar för Colorado Rockies i Major League Baseball (MLB). Bryant är tredjebasman och outfielder.
Bryant har tidigare spelat för Chicago Cubs (2015–2021) och San Francisco Giants (2021). Han har vunnit World Series en gång och tagits ut till all star-matchen fyra gånger. Vidare har han vunnit en MVP Award, Rookie of the Year Award och en Hank Aaron Award.

## Karriär

### College
Bryant draftades av Toronto Blue Jays 2010 som 546:e spelare totalt, men valde att inte skriva på för klubben utan studera vid University of San Diego i stället. Under hans sista säsong där vann han både Golden Spikes Award, priset till den bästa amatörspelaren i USA, och Dick Howser Trophy, priset till den bästa collegespelaren i USA.

### Major League Baseball
Bryant draftades igen 2013, denna gång av Chicago Cubs som andra spelare totalt. Han debuterade i MLB för Cubs den 17 april 2015. Redan under hans första säsong utsågs han till MLB:s all star-match och efter säsongen erhöll han Rookie of the Year Award i National League. Nästföljande säsong höjde han sitt spel ytterligare och togs ut till all star-matchen igen, men framför allt vann han MVP Award, priset till den mest värdefulla spelaren i ligan. Han var även med och vann World Series den säsongen, Cubs första World Series-titel på 108 år. Därefter togs han ut till all star-matchen även 2019 och 2021.
I slutet av juli 2021 trejdade Cubs Bryant, vars kontrakt skulle gå ut efter säsongen, till San Francisco Giants i utbyte mot två unga talanger. Efter säsongen blev han free agent.
Inför 2022 års säsong skrev Bryant på ett sjuårskontrakt med Colorado Rockies som rapporterades vara värt 182 miljoner dollar.